# Dirk Schuitemaker jr.
Dirk Schuitemaker jr. (Den Haag, 24 mei 1914 - Utrecht, 21 december 1970) was een politicus van de VVD.
Hij werd geboren als zoon van Dirk Schuitemaker (1884-1963) en Antje Johanna Tenckinck (1887-1963). Zijn vader zat bij de politie en bracht het in 1920 tot hoofdcommissaris van Utrecht terwijl diens vader (Dirk Schuitemaker; 1854-1924) commissaris van de politie in Paramaribo is geweest.
Zelf werd hij in 1937 in Utrecht volontair bij de Rotterdamsche Bank. In 1939 ging hij als juridisch adviseur werken bij LeVu (Levensverzekeringsmaatschappij Utrecht). Hij was daar later adjunct-directeur en in 1956 werd hij de directeur van die verzekeringsmaatschappij.
Daarnaast was hij actief in de politiek. In 1949 werd Schuitemaker lid van de gemeenteraad van Maartensdijk en van 1954 tot 1970 was hij gemeenteraadslid in Utrecht. Bij de parlementsverkiezingen van 1959 werd hij verkozen tot Tweede Kamerlid. Hij zou tot 1963 parlementariër blijven. Daarna was hij nog actief als adviseur.
Schuitemaker overleed in 1970 op 56-jarige leeftijd. Zijn jongere broer Wybrand was eveneens Tweede Kamerlid maar dan voor de PvdA en later DS'70.
- Biografisch Portaal: 15148948
- Parlement.com: vg09ll87akuo